# Cyperus pennellii
Cyperus pennellii là loài thực vật có hoa trong họ Cói. Loài này được O'Neill & Ben.Ayers mô tả khoa học đầu tiên năm 1944.